# Minou Drouetová
Minou Drouetová, vlastním jménem Marie-Noëlle Drouetová (* 24. července 1947 Hillion) je francouzská spisovatelka, hudebnice a herečka, oslavovaná v padesátých letech jako zázračné dítě.

## Život
Narodila se jako nemanželské dítě a matka ji dala k adopci, ve věku půldruhého roku si ji osvojila učitelka z La Guerche Claude Drouetová. Ta pomohla dívce vyléčit oční chorobu a zaplatila jí hodiny klavíru u Lucette Descavesové. V roce 1956 vydal nakladatel René Julliard sbírku básní Minou Drouetové nazvanou Arbre, mon ami (Můj přítel strom). Verše devítileté dívky se staly senzací, prodalo se přes čtyřicet tisíc výtisků, řada kritiků však vyslovila pochybnosti o autentičnosti sbírky. Tvrdilo se, že skutečnou autorkou je ambiciózní nevlastní matka Minou a že nakladatelství chtělo zopakovat úspěch, který mělo dva roky předtím s osmnáctiletou Françoise Saganovou; záležitost byla označena za literární obdobu Dreyfusovy aféry, Jean Cocteau k tomu řekl: „Všechny devítileté děti mají básnický talent, kromě Minou Drouetové“. Texty i jejich autorka byly podrobeny odbornému zkoumání, ale bez jednoznačného výsledku. Minou se díky těmto sporům stala celebritou: koncertovala v La Scale, papež Pius XII. jí poskytl audienci, režisér Raoul André ji obsadil do hlavní role filmu Clara et les méchants. Za pár let zájem opadl a Minou absolvovala školu pro zdravotní sestry, koncem šedesátých let se pokusila o comeback a vydala román, provdala se za zpěváka Patricka Fonta. Po rozvodu se odstěhovala do rodné vesnice, kde od té doby žije v ústraní. V roce 1993 vydala knihu vzpomínek, v níž odmítla obvinění z podvodu.